# Kibic

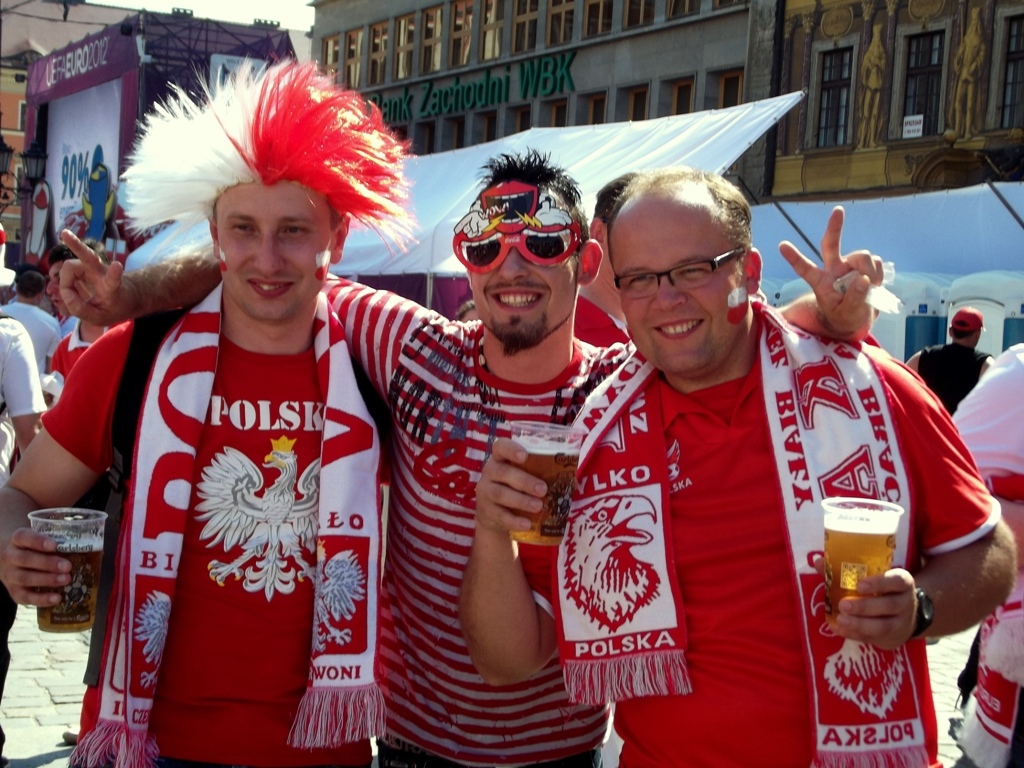
Kibice

Kibic – osoba zainteresowana konkretną dyscypliną sportu i wyrażająca to m.in. poprzez uczestnictwo w charakterze widza w turniejach, zawodach, treningach i innych występach sportowych. Kibice często wspierają konkretny sportowy klub, drużynę lub sportowca, śledząc postępy kariery, wyniki zawodów, zmiany osobowe w składach drużyn itp., i wyrażając swoje wsparcie obecnością na meczach i zawodach, dopingiem, radością ze zwycięstw i zdobytych punktów. Kibice często wykazują się dobrą znajomością historii danego zespołu lub historii kariery sportowca, składu osobowego zespołu itp.

## Charakterystyka
W przypadku wielu dyscyplin sportowych istnieją „kluby kibica” (nieformalne lub o charakterze stowarzyszeń), tworzone zazwyczaj przy klubach sportowych, a także przez osoby prywatne. Kluby takie zrzeszają fanów sportu, organizują uczestnictwo w meczach i zawodach, organizują doping w czasie zawodów. Niektóre dyscypliny sportowe cieszą się masowym zainteresowaniem, uzyskując w danym kraju rangę sportu narodowego (np. piłka nożna, koszykówka, piłką ręczna, rugby, futbol amerykański itp.). Kibice tych dyscyplin sportowych tworzą szerokie społeczności, uzyskujące niekiedy charakter subkultury. W zależności od dyscypliny, kibice tworzyć wówczas mogą względnie jednolite środowisko, bądź też mogą dzielić się na skonfliktowane grupy wspierające konkurencyjne drużyny.

## Kibice piłkarscy w Polsce
W Polsce i w wielu innych krajach europejskich rangę sportu cieszącego się masowym zainteresowaniem uzyskała piłka nożna, choć duże grupy kibiców wspierają też drużyny koszykówki, piłki ręcznej, wyścigów żużlowych, siatkówki, hokeja itp. Masowość zainteresowania piłką nożną spowodowało powstanie subkultury kibiców piłkarskich, silnie związanych z konkretną drużyną i jej symboliką oraz historią. W ramach tej subkultury istnieją np. grupy tzw. ultrasów, kibiców silnie zaangażowanych w życie klubu i społeczności kibicowskiej, organizujących wyjazdy, doping na meczach itp. Między kibicami poszczególnych polskich klubów piłkarskich występują niekiedy silne konflikty, prowadzące w niektórych przypadkach do patologii społecznych – wandalizmu, przestępczości i przemocy. Ryzyko zaistnienia takich patologicznych zjawisk społecznych zależne jest od wielu czynników (polityka społeczna państwa, działania zarządu klubu i związku sportowego, postawa liderów społeczności kibiców), toteż zjawiska te występują silnie w niektórych regionach, gdzie indziej stanowiąc margines.